# Ghostbusters (sång)
"Ghostbusters" är en låt skriven och framförd av Ray Parker Jr. 1984 till långfilmen med samma namn. Låten spelas även i filmerna Ghostbusters 2 och Be Kind Rewind.
Låten uppnådde mainstreampopularitet och kom etta på Billboard Hot 100-listan 11 augusti 1984, där den stannade kvar i tre veckor. Den toppade som andra plats på brittiska singellistan i tre veckor sommaren 1984. En version med annan uppsättning spelades som signaturmelodi till den tecknade TV-serien The Real Ghostbusters. Låten blev senare anklagad för att vara ett plagiat på Huey Lewis and the News låt "I Want a New Drug" från samma år.
Låten nominerades till en Oscar för bästa sång (Best Music, Original Song).

## Musikvideon
En musikvideo till sången handlar om en ung kvinna spelad av Cindy Harrell, som jagas av spöken porträtterade av Parker genom ett hus fyllt med mörk interiör och färgstarka neonljus och industriella detaljer. Den innehåller även bilder ur filmen Ghostbusters - Spökligan, med cameoroller från kända skådespelare som Chevy Chase, Irene Cara och John Candy som mimar "Ghostbusters!"-repliken i sången.
Videon avslutar med Parker och stjärnorna från filmen, dansande i full Ghostbusters-utrustning på New Yorks gator.

## Coverversioner

### The Rasmus cover
Det finländska rockbandet The Rasmus spelade in en cover på låten som finns med på deras debutalbum Peep och på EP-skivan 3rd, båda från 1996 samt deras samlingsalbum Hellofacollection från 2001.
Deras version låg åtta på finländska singellistan under en vecka 1996 och blev därmed en av de största låtarna från albumet Peep som första cover bandet spelade in.

### Andra covers
- Run DMC spelade in en rap-version till filmen Ghostbusters 2.
- Spritneybears från Norge spelade in en technoversion 2002.
- Jedward från Irland framförde sången i tävlingsprogrammet The X Factor 2009.
- Fall Out Boy och Missy Elliott framförde en egen version till 2016 års långfilm.